# Спираль (пилотаж)
Спираль — фигура пилотажа, в процессе выполнения которой летательный аппарат движется с разворотом в горизонтальной плоскости выдерживая постоянный угол наклона траектории. 
В результате на выбранных углах атаки траектория его движения напоминает спираль, которая может быть реализована с набором высоты если угол наклона траектории больше нуля или со снижением, когда угол наклона траектории меньше нуля. Первый случай носит название восходящей спирали, второй — нисходящей. Манёвр, выполняемый с креном до 45° носит название мелкой спирали, а с креном более 45° — глубокой.
Иными словами, при выполнении восходящей спирали летательный аппарат, двигаясь в режиме установившегося подъёма, разворачивается в горизонтальной плоскости с постоянным радиусом кривизны. Такая фигура применяется для набора высоты в ограниченном пространстве. В чистом виде восходящая спираль используется для набора высоты в пилотажной зоне при проведении тренировок и соревнований по самолётному спорту.
Нисходящая спираль выполняется аналогично в режиме установившегося снижения и применяется для потери высоты в ограниченном районе. Обычно её осуществляют с задросселированным двигателем.